# Penacova (Felgueiras)
Penacova es una freguesia portuguesa del concelho de Felgueiras, con 3,20 km² de superficie y 1.135 habitantes (2001). Su densidad de población es de 354,7 hab/km².